# Municipio de Cedar Valley
El municipio de Cedar Valley (en inglés: Cedar Valley Township) es un municipio ubicado en el condado de St. Louis en el estado estadounidense de Minnesota. En el año 2010 tenía una población de 195 habitantes y una densidad poblacional de 1,08 personas por km².

## Geografía
El municipio de Cedar Valley se encuentra ubicado en las coordenadas 47°7′1″N 93°0′3″O / 47.11694, -93.00083. Según la Oficina del Censo de los Estados Unidos, el municipio tiene una superficie total de 179.74 km², de la cual 177,53 km² corresponden a tierra firme y (1,23 %) 2,21 km² es agua.

## Demografía
Según el censo de 2010, había 195 personas residiendo en el municipio de Cedar Valley. La densidad de población era de 1,08 hab./km². De los 195 habitantes, el municipio de Cedar Valley estaba compuesto por el 97,44 % blancos, el 1,54 % eran amerindios y el 1,03 % eran de una mezcla de razas. Del total de la población el 0,51 % eran hispanos o latinos de cualquier raza.